# Quản lý dự án theo chuỗi găng
Quản lý dự án theo chuỗi găng (tiếng Anh: Critical chain project management, hay CCPM) là một phương pháp lập kế hoạch và quản lý dự án mà đặt sự nhấn mạnh chính trên các nguồn lực cần thiết để thực hiện nhiệm vụ dự án. Nó được phát triển bởi Eliyahu M. Goldratt. Quản lý dự án theo chuỗi găng trái ngược với các phương pháp quản lý dự án truyền thống có nguồn gốc từ phương pháp Đường găng và thuật toán PERT, trong đó nhấn mạnh thứ tự công việc và lịch trình (tiến độ) cứng nhắc.
Trong các phương pháp quản lý dự án truyền thống, 30% thời lượng thực hiện bị mất và tài nguyên thường bị tiêu thụ bởi những kỹ thuật gây lãng phí thời gian như đa nhiệm, hội chứng sinh viên ("nước đến chân mới nhảy"),...